# 拉维·柯川
拉维·柯川（Ravi Coltrane，1965年8月6日—），是美國後博普爵士樂薩克斯管演奏家，約翰·柯川是他的父親。他合作過的音樂家包含鋼琴家路易斯·佩爾多莫（Luis Perdomo），吉他手大衛·吉爾莫和小號手拉爾夫·阿萊西。